# Asmea akrikensis
Asmea akrikensis is een spinnensoort in de taxonomische indeling van de Stiphidiidae.
Het dier behoort tot het geslacht Asmea. De wetenschappelijke naam van de soort werd voor het eerst geldig gepubliceerd in 2008 door M.R. Gray & H. M. Smith.